# カナル・グランデ

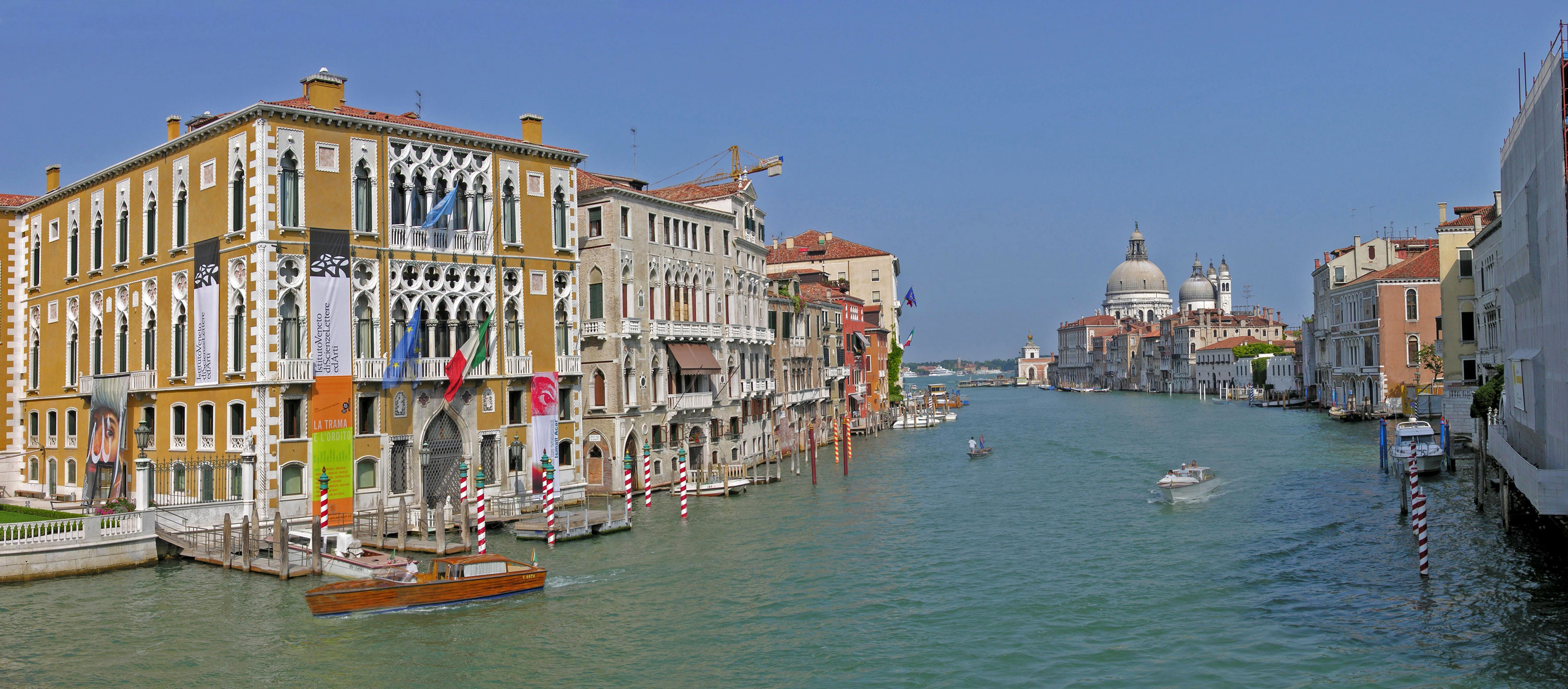
アッカデーミア橋からサンタ・マリア・デッラ・サルーテ聖堂を望遠するカナル・グランデの眺め

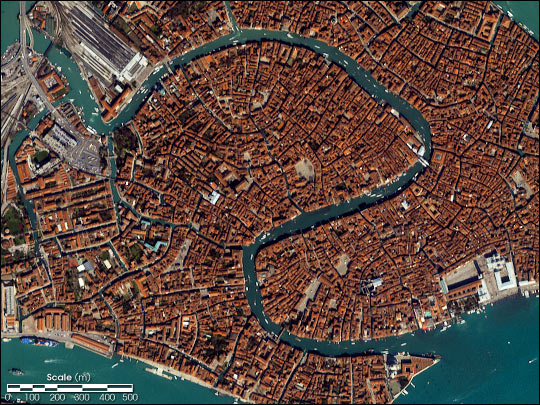
カナル・グランデ（衛星写真）

カナル・グランデ（ヴェネト語:Canal Grando、イタリア語: Canal Grande）は、イタリア・ヴェネツィアの運河。「大運河」の意で、そう訳されることもある。S字にカーブを描いており、街を二分している。世界文化遺産に登録されている「ヴェネツィアとその潟」の一部である。

## 概要
ヴェネツィア本島を北西から南東へ貫き、本島とジュデッカ島の間にあるジュデッカ運河と合流する。長さは約3.8km、運河幅は30mから90m、平均水深は5m。

## 橋
カナル・グランデには4つの橋がかかっている。その中でも最も古いのが16世紀半ばに建設されたリアルト橋である。鉄道駅の近くのスカルツィ橋とアッカデーミア橋の2つは1930年代に相次いで建設された。そして駅前広場とローマ広場を結ぶ4つ目の橋、コスティトゥツィオーネ橋（ローマ広場歩道橋）が建築家サンティアゴ・カラトラバ（Santiago Calatrava）の設計により2008年に建設された。

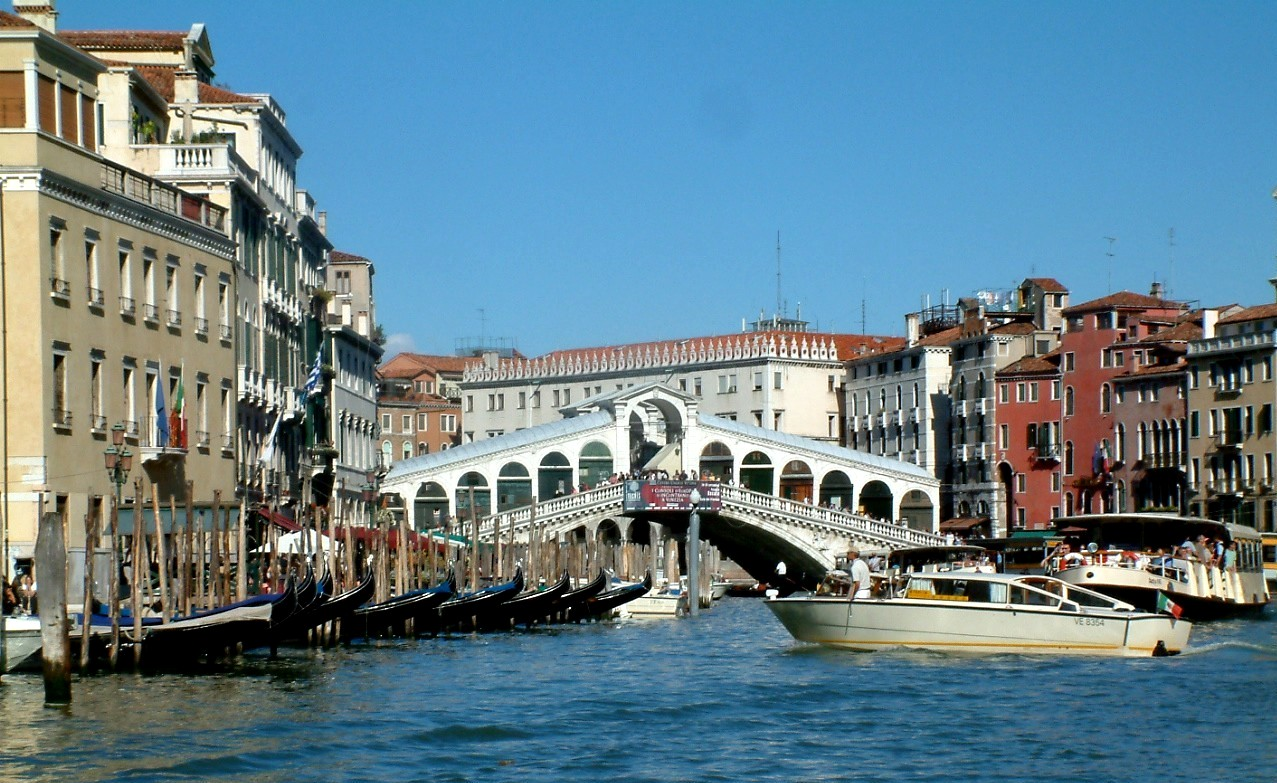
リアルト橋
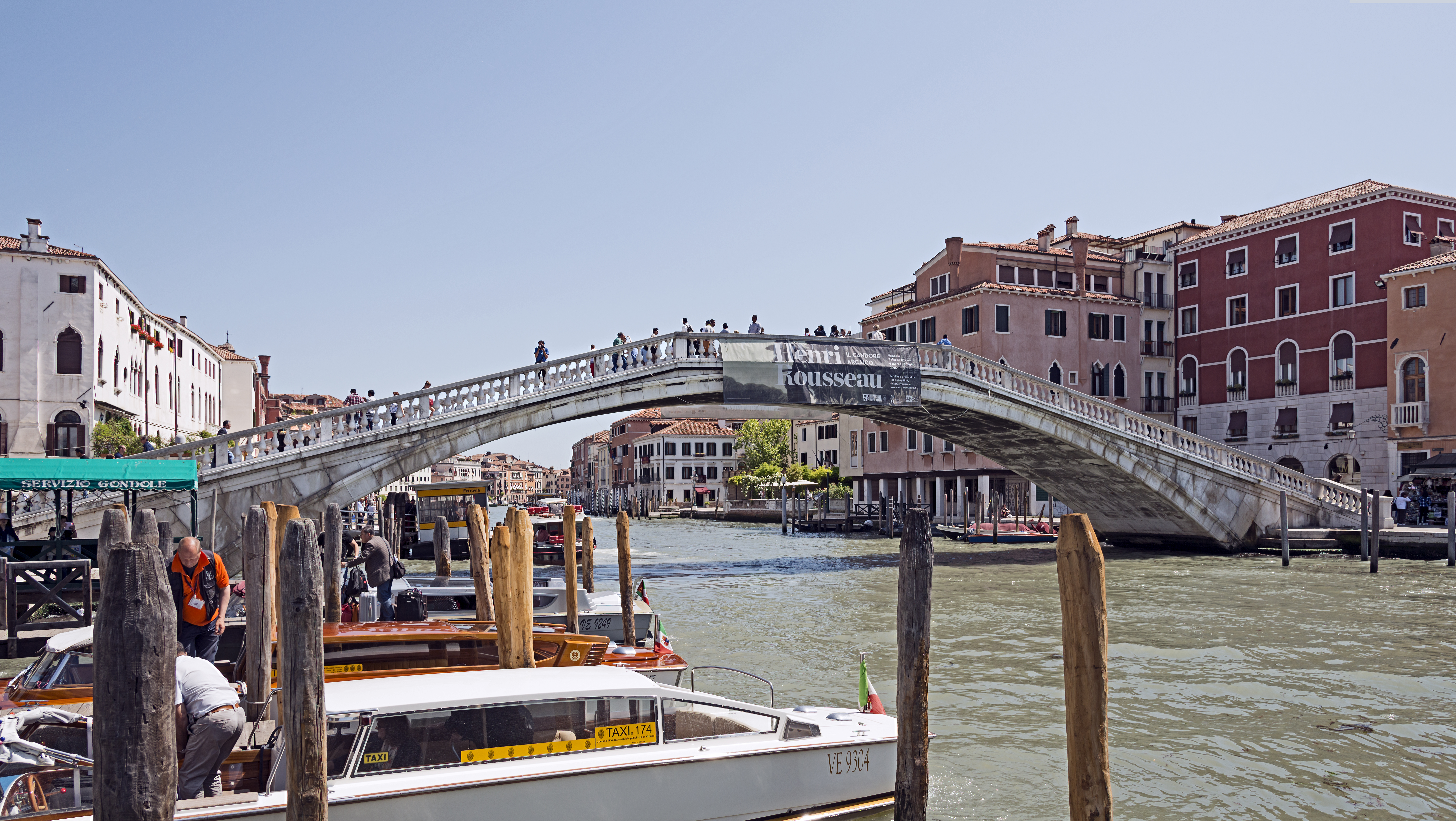
スカルツィ橋
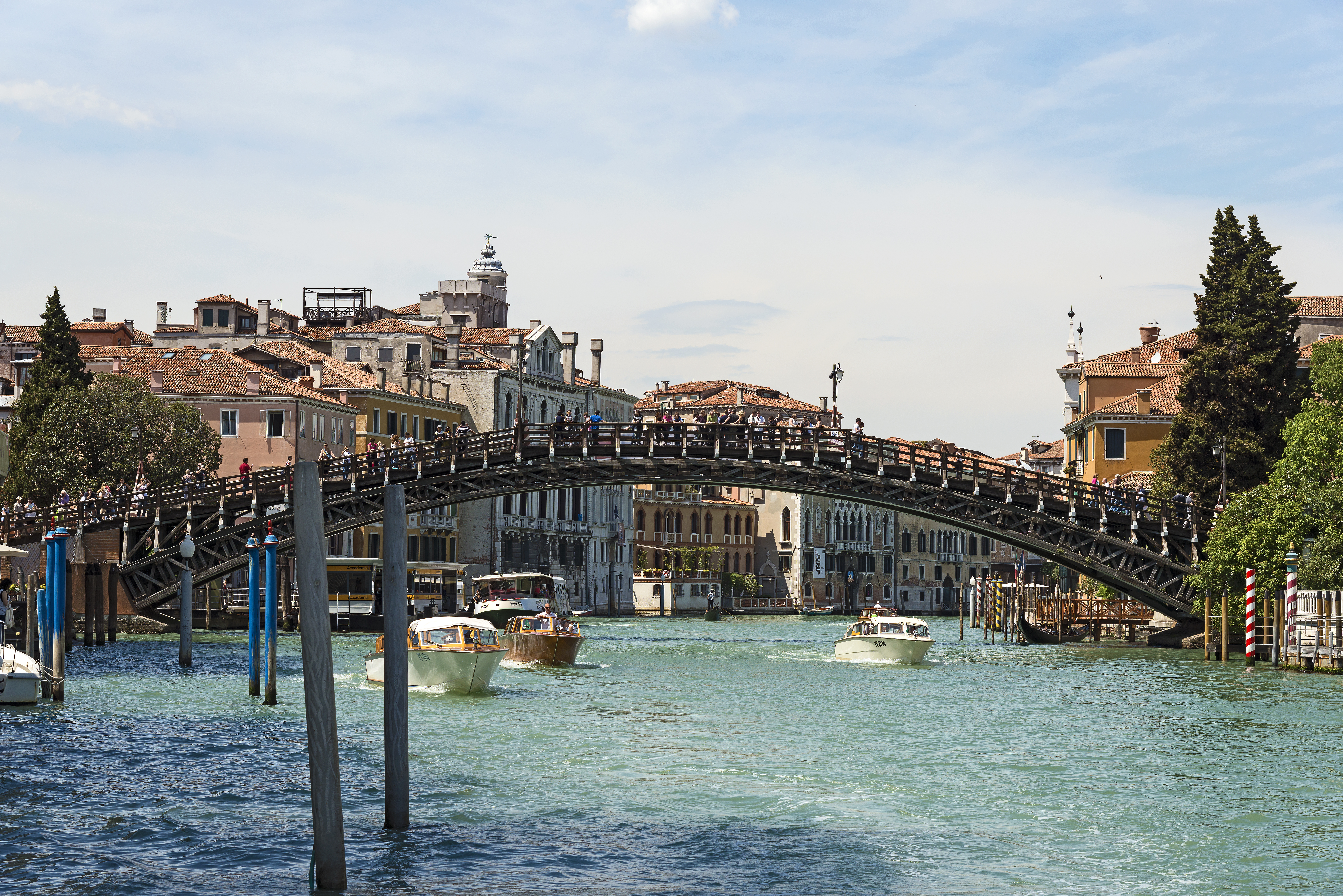
アッカデーミア橋
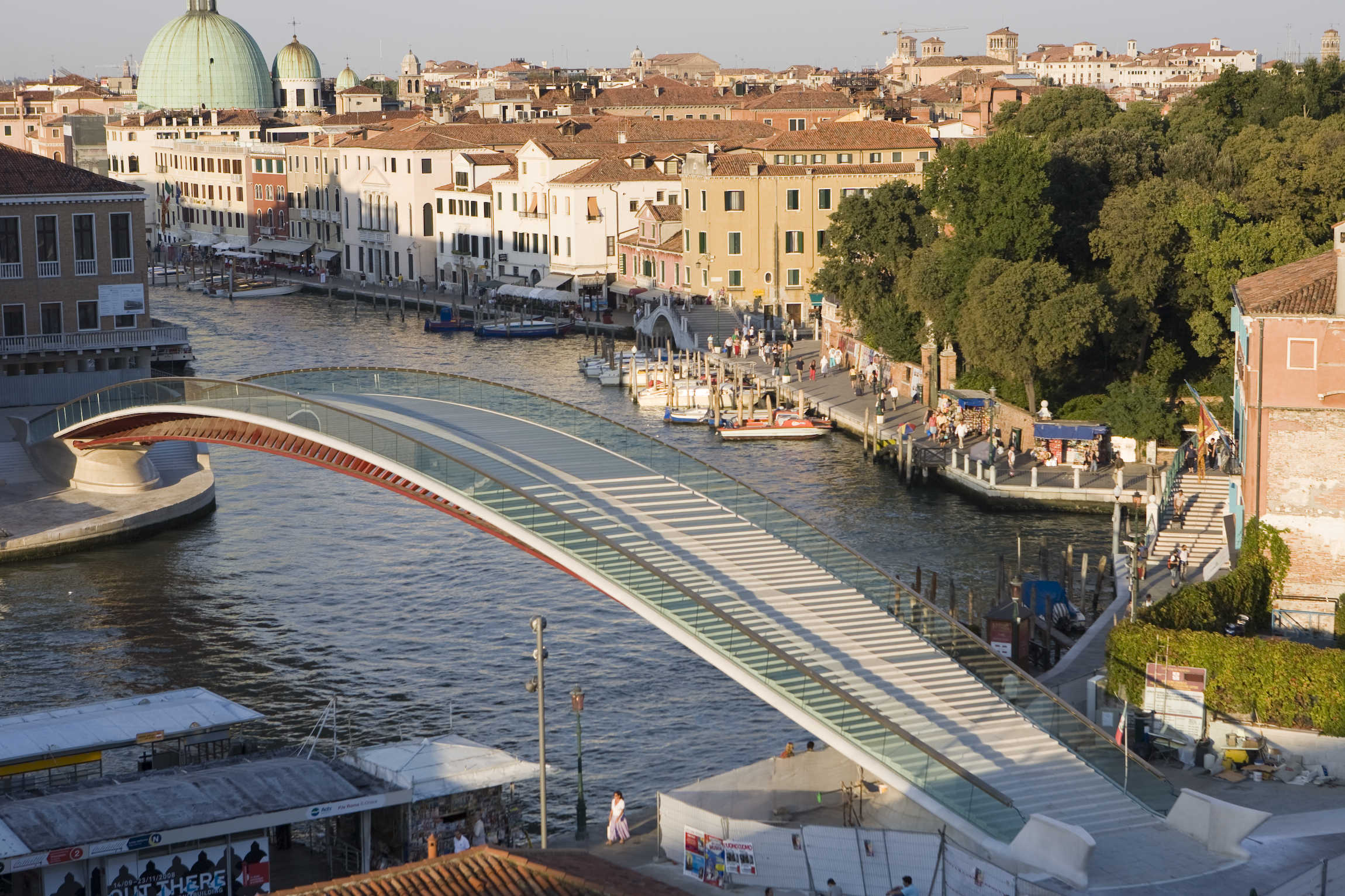
コスティトゥツィオーネ橋（英語版）

## 交通
カナル・グランデには水上バス（ヴァポレット）の航路があり、停留所は、Piazzale Roma（ローマ広場）、Ferrovia（鉄道（駅前））、Riva de Biasio、 S. Marcuola、San Stae、 Ca' d'Oro、Rialto、 San Silvestro、Sant'Angelo、 San Tomà、Ca' Rezzonico、San Samuele、Accademia、S. Maria del Giglio、Salute、S. Marco Vallaresso となる。
また、ゴンドラ・トラゲットという渡し舟もある。

## カナル・グランデを描いた美術作品

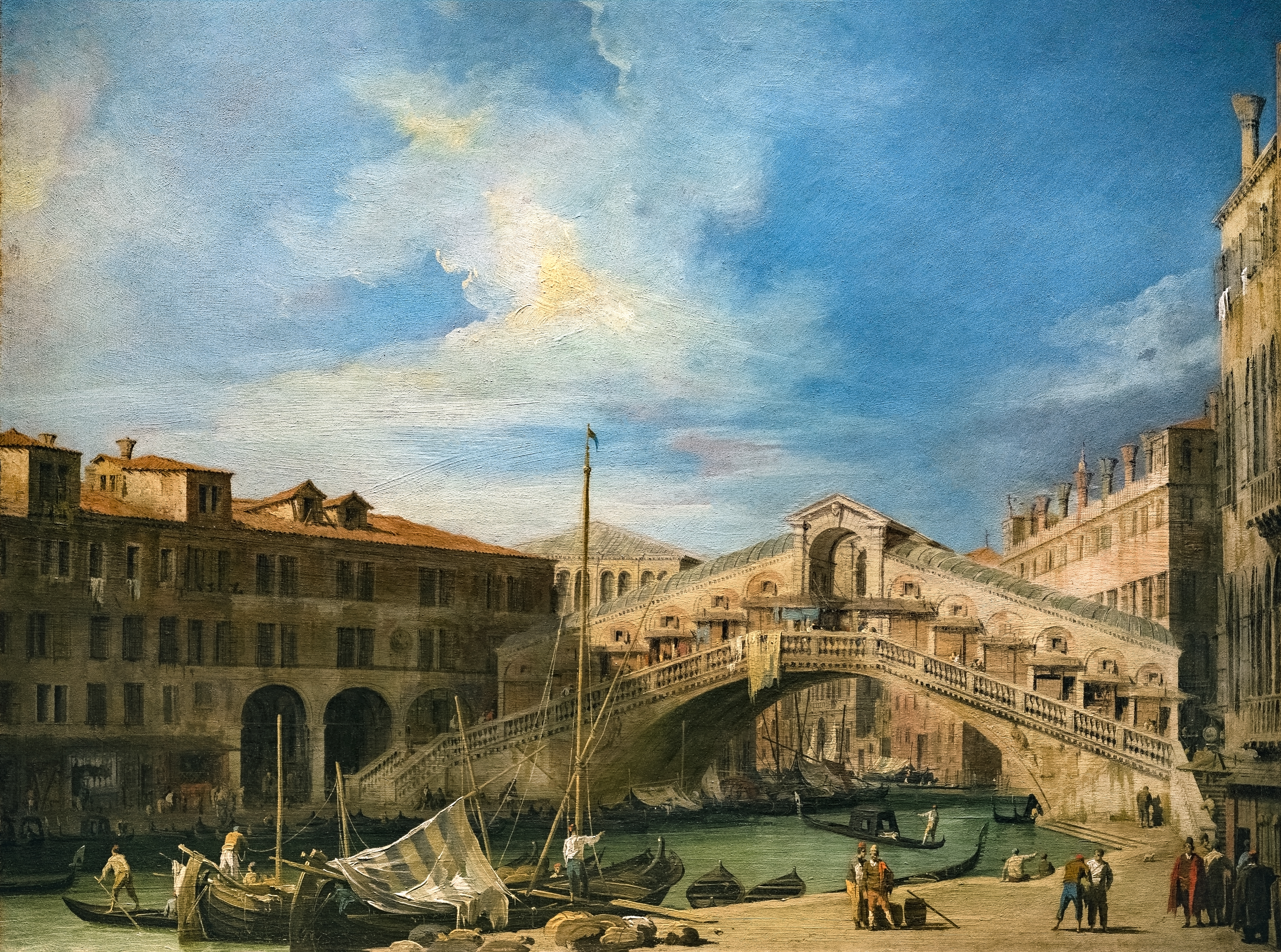
カナレット 「南から見たリアルト橋」(1727)
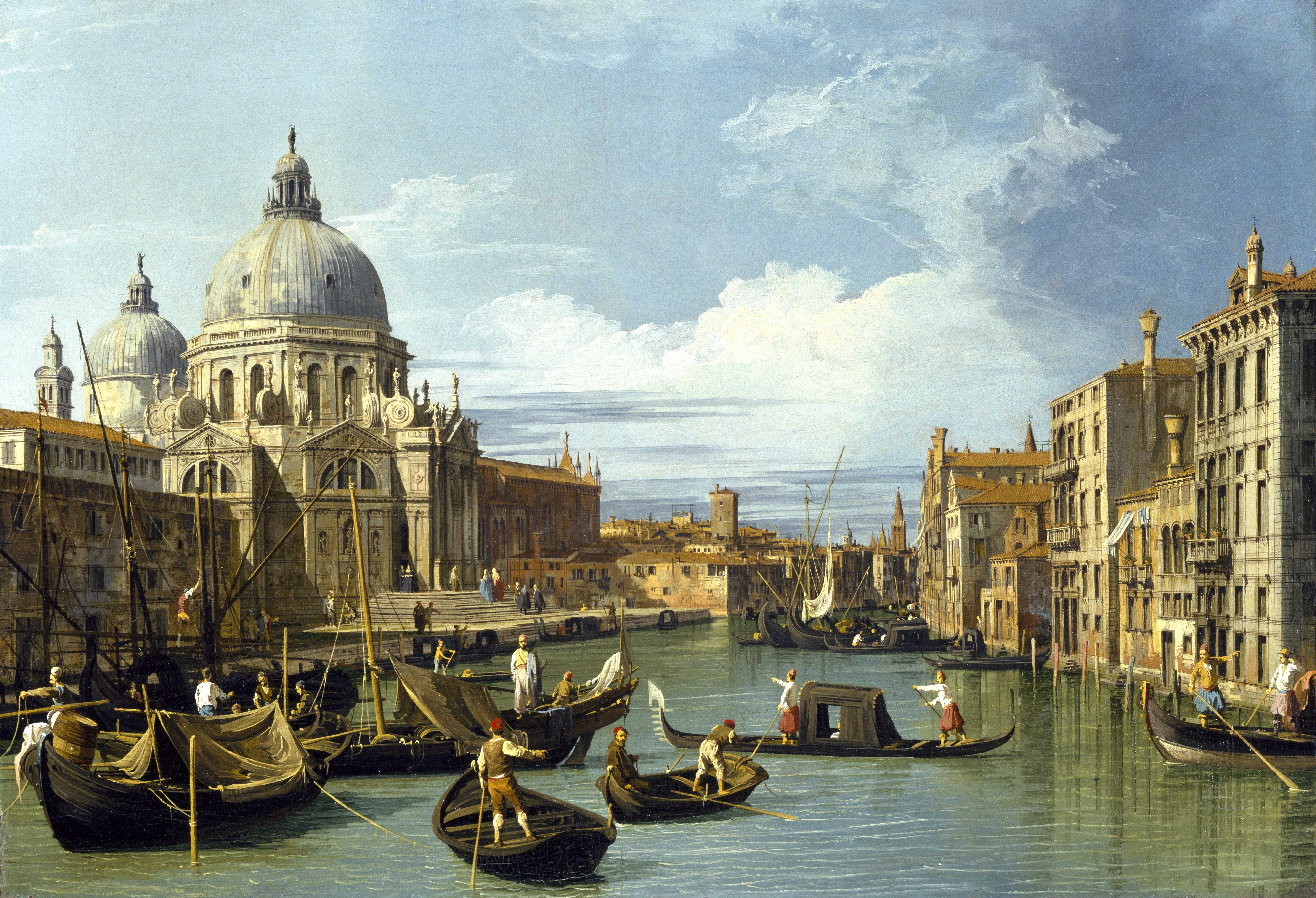
カナレット 「カナル・グランデの入り口」（英語版）(1730)
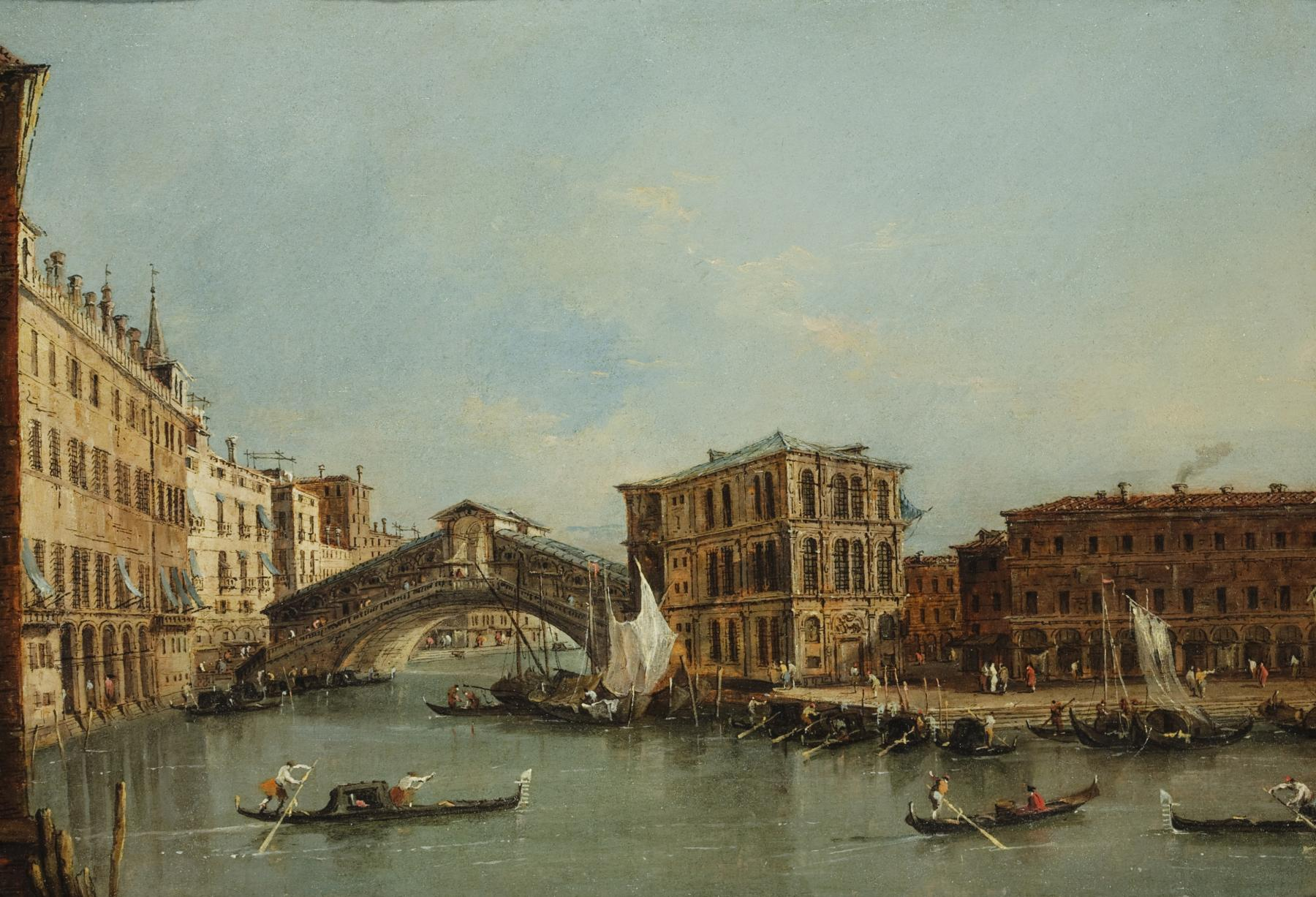
フランチェスコ・グアルディ 「リアルト橋とカナル・グランデ」(1754)
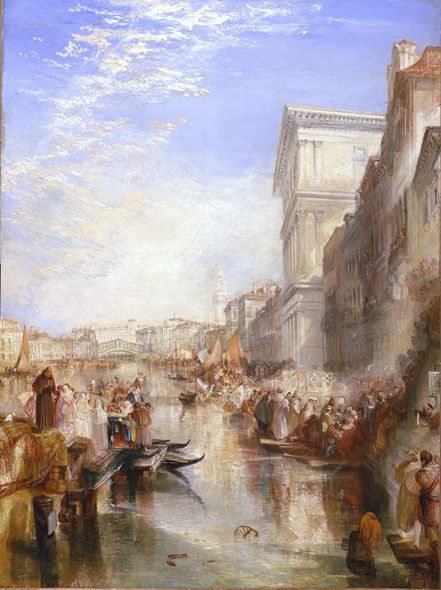
J.M.W.ターナー 「カナル・グランデ」(1837)
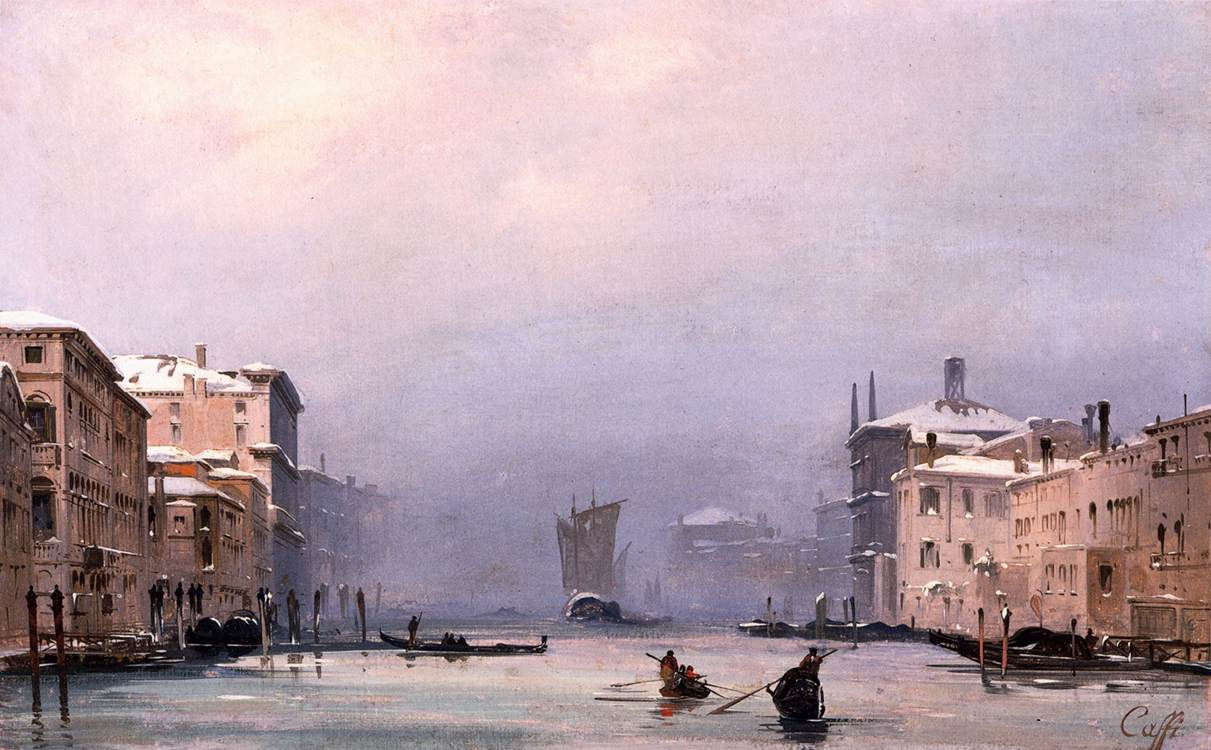
イッポリト・カフィ 雪と霧のカナル・グランデ(1840)
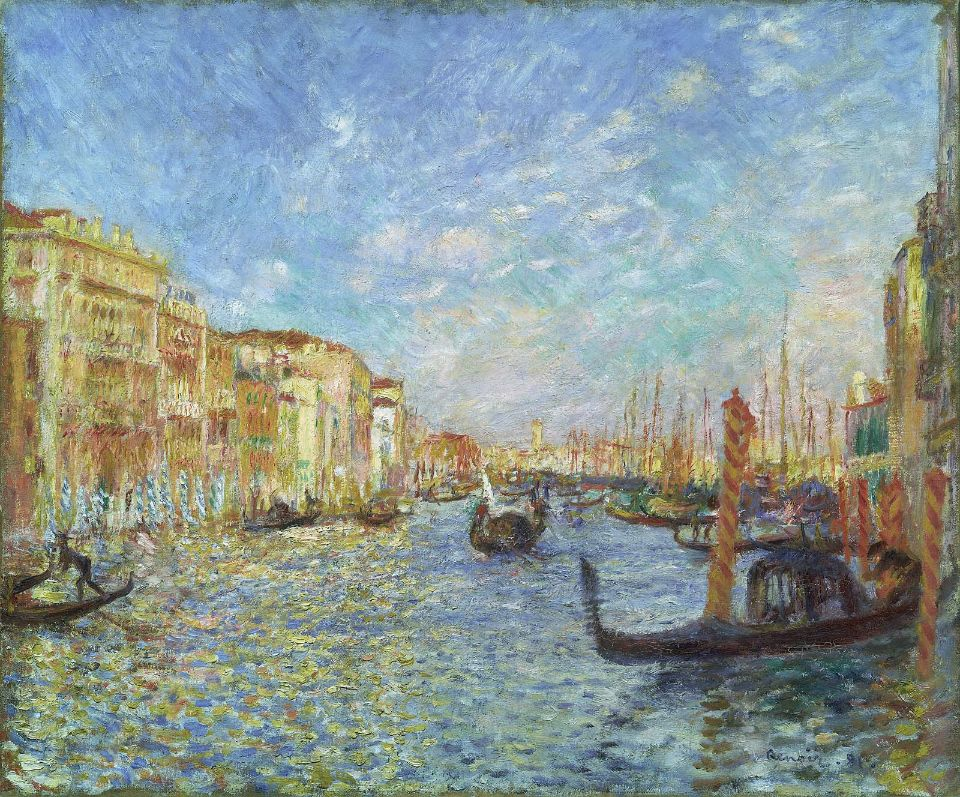
ピエール＝オーギュスト・ルノワール 「カナル・グランデ」(1881)
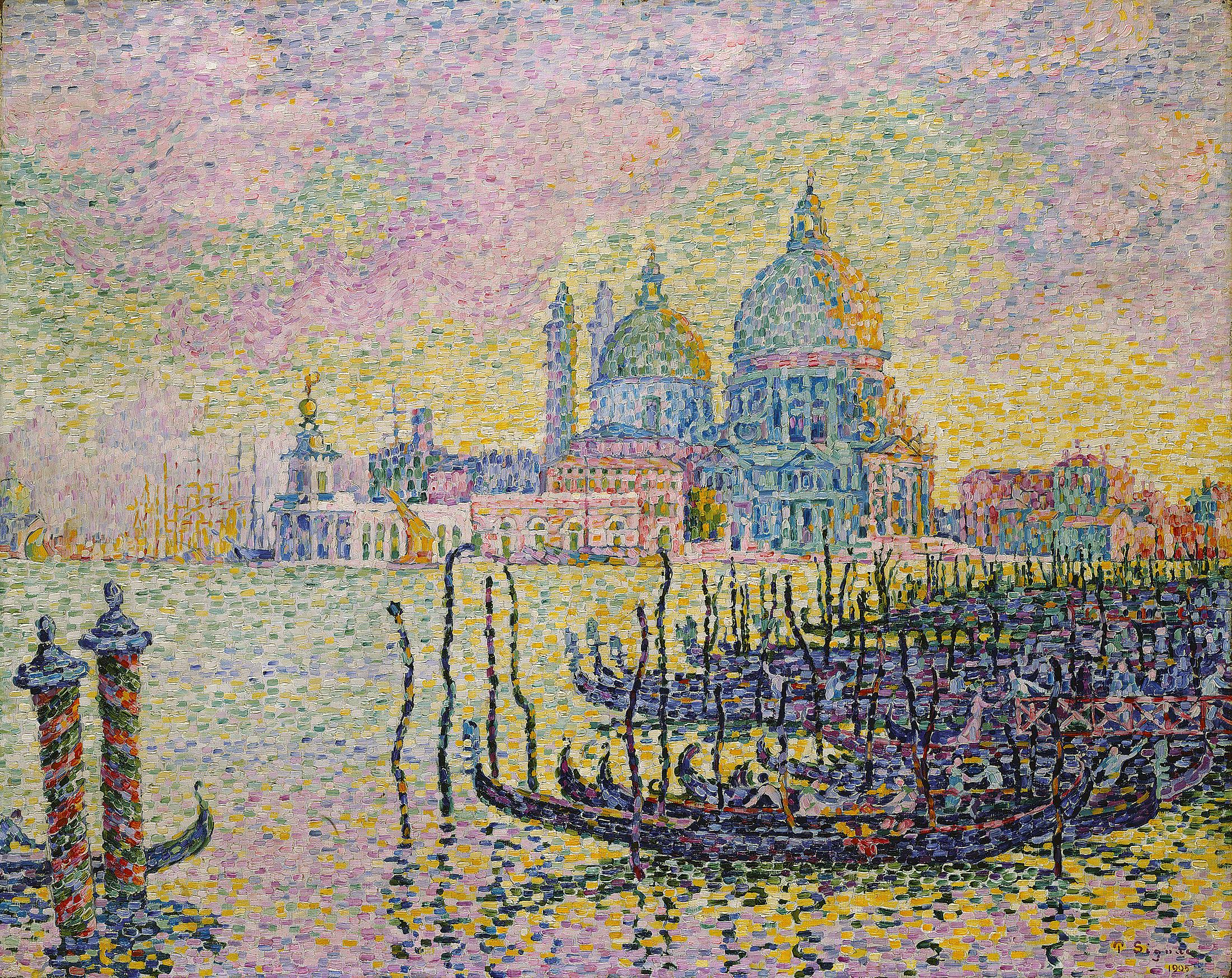
ポール・シニャック 「カナル・グランデの入り口」(1905)
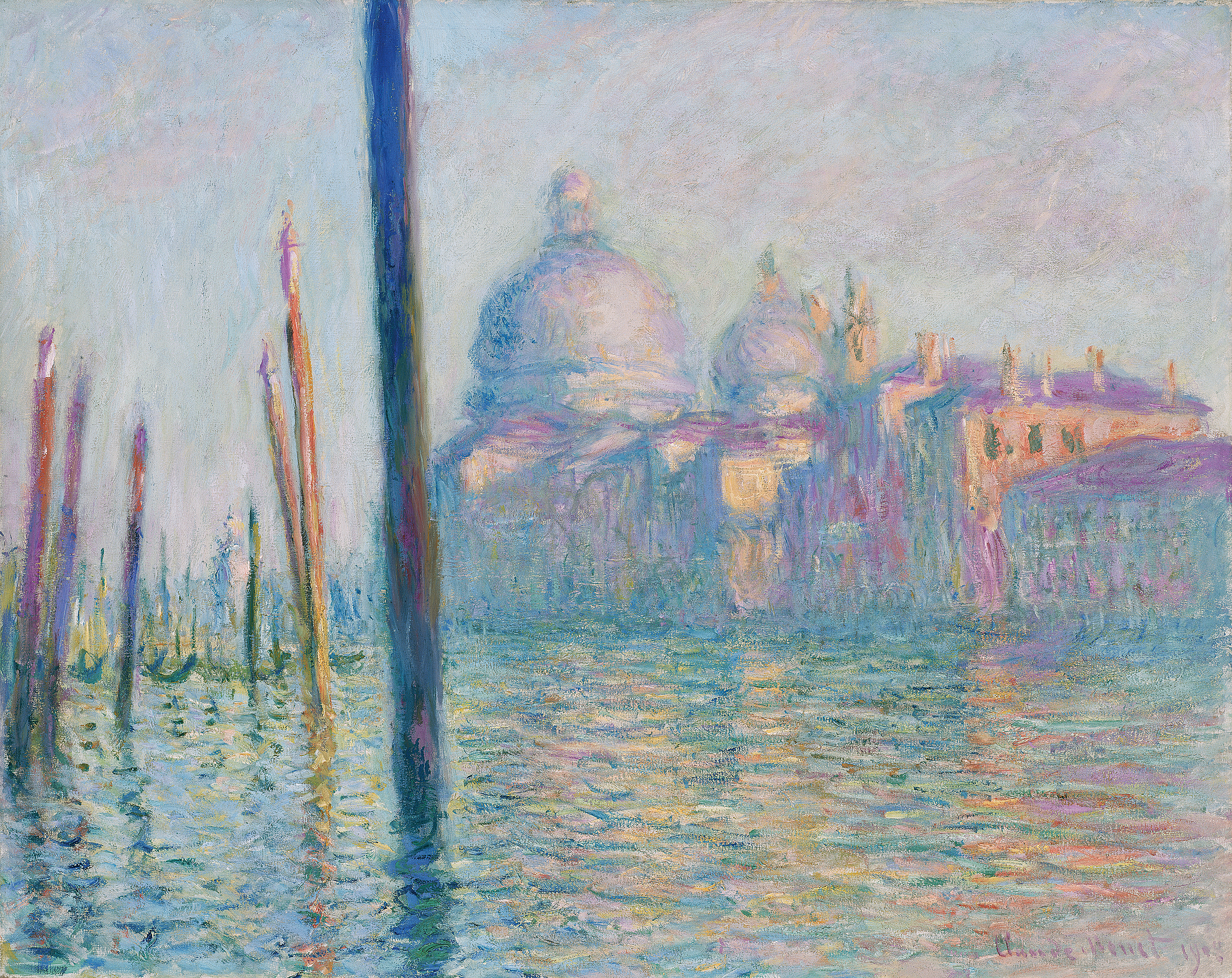
クロード・モネ 「カナル・グランデ」(1908)
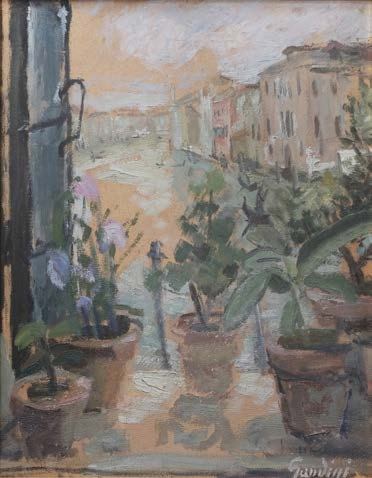
ジオラ・ガンディーニ Veduta del Canal Grande(1932)